# 深圳振华数据信息技术
深圳振华数据信息技术有限公司是一家成立于2017年，位于中华人民共和国广东省深圳市的技术公司，该公司除深圳外，在北京设有办公室。在全球200多个国家和地区设立数据处理中心，其宣称的使用是“整合全球开源数据，助力中华民族伟大复兴”，首席行政官王雪峰。合作伙伴有拓尔思、致力于军民融合的华融公司及中共中央宣传部持有企业的控股子公司中译语通科技股份有限公司。2018年起申请专利涉及新闻及信息抓取、数据及视频处理及社交媒体操控。2019年9月注册了“模拟社交媒体互动”的专利。

## 收集个人信息事件
2020年9月13日，曾在深圳工作的美国学者、原北京大学经济学教授鲍尔丁（Christopher Balding）揭露称该公司通过设立巨大境外个人数据库，为中国军方收集了世界各地240万人的个人资料，以此首次证实中国大量搜集境外个人数据以影响和控制外国事务的猜测。该企业服务对象包括中国人民解放军和中国共产党。该企业收集的信息涉及出生日期、地址、婚姻状况、照片、政治属性、亲属及社交账户，如推特、脸书、领英、Instagram和抖音，也包括新闻及犯罪记录、企业不端行为，已收集信息包括35000名澳大利亚人。虽然许多信息收集自公开来源，但似乎也有信息来自私密的银行记录、工作申请表和心理状况记录，另有部分资料可能来源于暗网。
振华公司在回应英国《卫报》采访时称相关“报道严重失实”，该公司为私营企业，与中国政府和军方无关。信息安全作家杰里米·柯克（Jeremy Kirk）称:"自己只看过资料库的一小部份，因此不排除资料库其他部份藏有一些敏感资讯，但他所见大都是可以公开取得的资料。振华收集公开数据的行为与一般的社交平台或广告公司无异，世界范围内有许多其他公司提供类似的服务"。Facebook发言人则回应此事件称振华数据搜集资料的方式违反了它的使用条款，即使是公开资料也不可以这样做，Facebook已经将它封锁，并要求对方停止相关行为。推特也指出，公司与振华数据并没有数据分享协议。